# Hôtel de Galice
Pour les articles homonymes, voir Galice.
 (mars 2019).
L'hôtel de Galice est un hôtel particulier situé au no 10 de la rue Pierre-et-Marie-Curie, à Aix-en-Provence, dans la région Provence-Alpes-Côte d'Azur, France.

## Construction et historique
L'immeuble fut construit au XVIIe siècle et était alors la propriété de la famille de Galice, qui comptait alors de nombreux magistrats, de père en fils. 

## Architecture

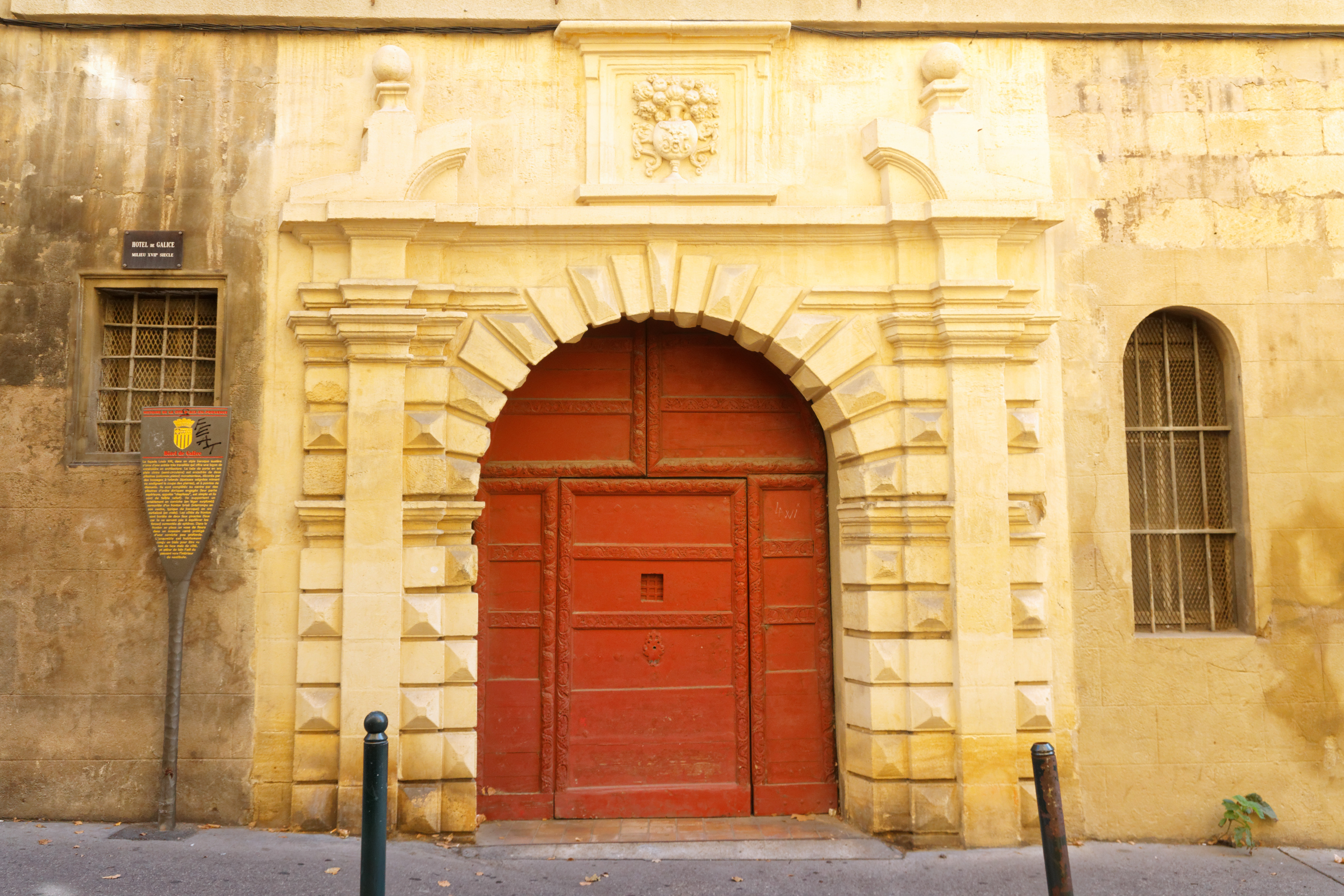
Porte d'entrée principale de l'hôtel de Galice et sa notice historique (à gauche) apposée par la municipalité d'Aix

La porte principale est encadrée de bossages à refends et de motifs dits « en pointe de diamant ». 
Une corniche soutient un fronton interrompu présentant un vase de fleurs dans une réserve carrée. 
À l'intérieur, la cage d'escalier est remarquable, avec ses décors originels de gypserie.